# Harakers distrikt
Harakers distrikt är ett distrikt i Västerås kommun och Västmanlands län. 
Distriktet ligger nordväst om Västerås. 

## Tidigare administrativ tillhörighet
Distriktet inrättades 2016 och utgörs av en del av området Västerås stad omfattade till 1971, delen som före 1967 utgjorde Harakers socken.
Området motsvarar den omfattning Harakers församling hade vid årsskiftet 1999/2000.